# Salvorev
Salvorev är ett sandrev beläget mellan Fårö och Gotska Sandön. Salvorev är ett marint skyddsområde upprättat för att skydda utrotningshotade sälar som vikare, gråsäl och knubbsäl. Under den stränga vintern 1888 strandade tre stora engelska ångare på det farliga Salvorev. Platsen ingår sedan 1987 i naturreservatet Salvorev-Kopparstenarna.